# Keulse Vaart
Die Keulse Vaart (Kölner Fahrt) war im 19. Jahrhundert ein Kanal, der durch die niederländischen Provinzen Nordholland, Utrecht und Südholland führte. Er verband Amsterdam und Utrecht mit dem Lek, einem Flusszweig des Rheindeltas, bei Vreeswijk. In seiner Verlängerung lag der Zederikkanal zwischen dem Lek bei Vianen und der Boven-Merwede bei Gorinchem. 

## Geschichte
Das Gesetz für den Kanalbau wurde 1821 unter König Wilhelm I. erlassen. 1825 war die Keulse Vaart fertiggestellt. Vorher waren die bestehenden Wasserwege benutzt worden. Der Kanal führte zu einer Verbesserung für Amstel, Weespertrekvaart, Gaasp, Smal Wesp, Vecht und Vaartse Rijn. Die Gewässer wurden verbreitert, vertieft und bestehende Schleusen in Weesp und Vreeswijk erneuert. Die Brücken wurden zu Klappbrücken umgebaut. Nach einigen Jahrzehnten entsprach der Kanal nicht mehr dem Stand der Technik, und für die Verbindung von Amsterdam mit den großen Flüssen wurde ein neuer Kanal geplant. 1892 wurde die Keulse Vaart durch den Merwede-Kanal ersetzt.